# Ebersdorf (Gemeinde Leiben)
Ebersdorf ist eine Ortschaft und eine Katastralgemeinde der Marktgemeinde Leiben im Bezirk Melk in Niederösterreich. Die Ortschaft hat 35 Einwohner (Stand 1. Jänner 2024).

## Geografie
Das Dorf liegt am linken Donauufer und wird durch die Donau Straße erschlossen, von der die Landesstraße L7249 nach Leiben abzweigt. Ein kleiner Teil im Westen von Ebersdorf befindet sich als Rotte in der Katastralgemeinde von Klein-Pöchlarn.

## Geschichte
Im Jahr 1822 wurde der Ort als Dorf mit 24 Häusern genannt, das über eine Pfarre und eine Schule verfügte. Die Herrschaft Leiben besaß die Ortsobrigkeit, übte die Landgerichtsbarkeit aus und besorgte die Konskription. Laut Adressbuch von Österreich waren im Jahr 1938 in Ebersdorf zwei Gastwirte, ein Tischler und ein Viktualienhändler ansässig. Bis zur Eingemeindung nach Leiben am 1. Jänner 1971 im Zuge der Niederösterreichischen Kommunalstrukturverbesserung war der Ort ein Teil der damaligen Gemeinde Lehen.